# Ferrovial
Ferrovial Group (на испански: Grupo Ferrovial) e мултинационална испанска компания, един от световните лидери в строителството, управлението и поддръжката на транспорта и градската инфраструктура.

## Дейност
Основана през 1952 г., днес Ferrovial Group е представена в 43 страни, на всичките 5 континента и има 107 376 служители (2008). Президент е Рафаел Дел Пино, син на основателя на компанията. Семейство Деп Пино държи около 60% от собствеността на Ferrovial Group. Оборотът за 2008 г. е 14 млрд. евро, а чистата печалба 1,55 млрд. евро.
Дълги години компанията е известна преди всичко като строителна фирма. В последните десетилетия обаче започва да разширява бизнес портфолиото си и в други дейности като недвижими имоти и управление на пътища и градска инфраструктура. Особено добре това се забеляза с придобиването на Swissport през 2005 и BAA през 2006 г., което превърна компанията в най-големия оператор на летища в света. Днес мениджмънтът на летища и магистрали съставлява над 50% от оборота на Ferrovial Group, докато строителството – едва 12%.

## По света
САЩ
- автомагистрали (Chicago Skyway, Indiana Toll Road)
- строителство (Webber group)

Канада
- автомагистрали (407 ETR)

Чили
- автомагистрали (5)
- строителство
- летище Cerro Moreno

Ирландия
- автомагистрали (2)
- строителство

Португалия
- автомагистрали (3)
- строителство

Италия
- летището в Неапол
- строителство

Великобритания
- 7 летища (сред които Хийтроу, Гетуик, Единбург и Глазгоу)
- строителство
- управление и поддръжка на лондонското метро (Amey)

Гърция
- магистрали (Ionian Roads)
- строителство